# ジミー橋口
ジミー 橋口（ジミー はしぐち、1950年7月29日 - ）は日本のラジオDJ、タレント、実業家。鹿児島県出身。

## 来歴
1968年鹿児島実業高等学校を卒業。（鹿児島実業高校は特待生で入学）水泳の国体選手として国士舘大学も特待生として入学。大学を3年で中退後、数々の事業にチャレンジした。

## 人物
本人は水泳でミュンヘンオリンピックを目標にしていたが、同時期に最強の田口信教（ミュンヘンオリンピック平泳ぎ100ｍで金メダル）が居たため水泳は諦めて大学を3年で中退。当時流行りのディスコのDJに憧れ全国のディスコで仕事をした。1977年の全国ディスコ会議で最優秀DJ賞受賞。あこがれていたラジオDJ糸井五郎にその場で弟子入り。（糸井五郎は弟子は取らなかったが本人が勝手に弟子入り宣言）
1982年に全国で5番目の民放FMラジオ放送局FM愛媛が開局したときにタレント契約。開局時から月~金の2時間生放送番組ハッスルワイド（約10年）をはじめ多数の番組に出演。当時まだ少なかったタレントDJとしてテレビ、ラジオ、イベントなど多忙を極める。業界では人気を博したが40歳で突然タレントを引退した。（本人曰くラジオ番組やテレビ番組の生放送で10年間、月~金の時間の拘束は自分の自由が利かずそこから逃れたいとの思いだったと回想している）　　　　　　　　　
友人が健康食品販売を手広く事業展開していて、仲間入りし全国的な健康ブームの先駆けとなる。1998年には事業の本拠地を東京に移し原油の輸入や油製品の卸販売などを手掛ける。　同時期にビジネスパートナーの元イ・アイ・イ・インターナショナル社長の高橋治則（バブル期には環太平洋のリゾート王と呼ばれていた）と企業のM&Aを多数手がける（草月グループと呼ばれていた）。　　
2005年パートナーの高橋治則が急逝したため取り組んでいた事業の処理に奔走する。本拠地を東京赤坂に移し企業M&Aを中心に投資事業など多数の案件に取り組む。2011年の東日本大震災を切っ掛けに全ての事業を縮小し本拠地を横浜市に移す。　　

### Youtubeチャンネルを開設
2022年にYoutubeチャンネル 『ジミーのひとりごと』 を開設。
ペット動画などの日常の風景や旅行風景などを配信開始。
2023年からは時事問題などに鋭く切り込むご意見番的コンテンツをメインに配信。
話題のガーシー議員にアポを取りドバイまで会いに行くなどの行動力と、ラジオDJ時代に培った話術などで人気チャンネルに。
チャンネル登録者数、閲覧時間数もクリアして、2023年3月にはチャンネルの収益化も達成している。
２０２５年８月現在、登録者数は３８,０００人

## 回想

### 高橋治則との出会い
1999年ころ高橋治則は(94年に東京協和信用組合が破綻し背任事件で起訴）刑事被告人として最高裁判所で係争中であり保釈中の身であった。
そんな時ある人物が橋口の新橋の事務所に高橋を同行して来訪。高橋が目論む事業への出資を依頼した。
橋口は「バブルの寵児」と呼ばれた高橋の国会証人喚問のテレビ中継を見て顔は覚えていたので「あなたは本物の高橋さんですね」と高橋の申し出を快く聞き入れ事業構想を詳細に聞くこともなく出資を快諾した。
これを切っ掛けに高橋はバブル後の苦しい時期を一気に乗り切り息を吹き返したのである。
高橋と橋口は六本木のオフィスタワーを本拠地として企業のM&A案件を積極的に取り組み、高橋はそこで得た利益で個人的に背負っていた債務を完済したのである。（闇金からの借金がほとんどであった）
息を吹き返した高橋と投資家としての橋口は青山の一等地にある草月会館ビルの４つのフロアを本拠地として更に事業を拡大していった。（草月グループと呼ばれていたが橋口たちが名乗っていた訳ではない）
2005年7月に高橋治則が持病であったくも膜下出血により急逝したことを受け橋口は途上半ばの仕事の処理に奔走しこれを機に草月会館を撤退し赤坂に拠点を移した。

### 中国への進出
1993年ころ医薬品や化粧品を輸入販売する会社を買収し中国から漢方入りの化粧品輸入を開始した。国内のテレビショッピングなどで販路を拡大したが成功せずそんな折、中国国内や香港、台湾などで人気があった「痩せる石鹸」を試験的に輸入し日本国内で販売を始めた。
当時痩せるブームでありクリスチャンディオールでは「スグェルト」という痩せるクリームがヒットするなど全国的なダイエットブームに成っていた。
橋口は中国広西省吾州にある痩せる石鹸（海草石鹸）製造会社にリャン社長を訪ね日本での総発売元の直談判を成功させ1994年から日本総発売元として本格的な輸入販売を開始した。
日本での発売を記念して帝国ホテルで行われた記者会見とパーティにはマスコミをはじめ中国からリャン社長の会社関係者や中国の政府関係者など多数が参列した。
商品名が「痩せる石鹸」であったため厚生省から指摘を受けのちには「海草石鹸」と改めて販売した。
1995年には北京の人民大会堂の会議室でメーカーによる成果報告会が開催され橋口は総代理店としてスピーチをした。
しかしブームは長く続かずわずか2年足らずで消沈していった。
中国の北京で取り組んでいた軽食店「秀の焼き」の多店舗展開もこれを機に撤退を決め事業継承して中国からの完全撤退を計った。

## 書籍・レコード
- 自伝「ジミーの廃本パンチ」（岡田印刷出版）
- LPディスコフュージョン「ショッキングジミー31」　SPレコード「オールジャパン民謡ディスコ」（徳間ジャパン）